# Liste der Monuments historiques in Maizières-sur-Amance
Die Liste der Monuments historiques in Maizières-sur-Amance führt die Monuments historiques in der französischen Gemeinde Maizières-sur-Amance auf.

## Liste der Immobilien
| Bezeichnung       | Beschreibung           | Standort          | Kennzeichnung | Schutzstatus | Datum | Bild |
| ----------------- | ---------------------- | ----------------- | ------------- | ------------ | ----- | ---- |
| Kirche St-Clement | ab dem 16. Jahrhundert | Grande Rue (Lage) | PA00079143    | Inscrit      | 1925  |      |